# Hradčany Airport
Hradčany Airport (tjeckiska: Letiště Hradčany, Letiště Ralsko) är en flygplats i Tjeckien.   Den ligger i regionen Liberec, i den norra delen av landet, 60 km norr om huvudstaden Prag. Hradčany Airport ligger 275 meter över havet.
Terrängen runt Hradčany Airport är huvudsakligen platt, men norrut är den kuperad. Hradčany Airport ligger nere i en dal.Runt Hradčany Airport är det ganska glesbefolkat, med 28 invånare per kvadratkilometer. Närmaste större samhälle är Česká Lípa, 15,6 km nordväst om Hradčany Airport. I omgivningarna runt Hradčany Airport växer i huvudsak barrskog.